# Roman Łągwa
Roman Łągwa ros. Роман Войцехович Лонгва, (ur. 9 lipca 1891 w Warszawie, zm. 8 lutego 1938 w Kommunarce pod Moskwą) – polski działacz socjalistyczny i komunistyczny, komkor Armii Czerwonej. Członek PPS-Lewicy (1910–1918) i RKP(b)/WKP(b) (1918–1937).  

## Życiorys
Pochodził z rodziny kupieckiej. W 1910 ukończył średnią szkołę handlową w Warszawie. Od 1910 był członkiem Polskiej Partii Socjalistycznej-Lewicy. W okresie od marca 1912 do września 1913 więziony w więzieniu w Łomży za działalność rewolucyjną.
Po wybuchu I wojny światowej w listopadzie 1914 został zmobilizowany do Armii Imperium Rosyjskiego. W 1915 ukończył Aleksiejewską Szkołę Oficerów Piechoty w Moskwie. Walczył w szeregach 66 Pułku Piechoty, w stopniu sztabskapitana, dowodził kompanią.
Po rewolucji lutowej i obaleniu caratu aktywny działacz polskiej lewicy w armii rosyjskiej, współpracował z bolszewikami. W czasie przewrotu bolszewickiego (rewolucji październikowej) komendant poczty i telegrafu w Piotrogrodzie z ramienia Rządu Tymczasowego Aleksandra Kiereńskiego,odegrał istotną rolę w przekazaniu łączności w stolicy Rosji bolszewikom.  W grudniu 1917 jako przewodniczący Komitetu Głównego Związku Wojskowych Polaków (lewica) w Rosji został kierownikiem Wydziału Wojskowego Komisariatu do Spraw Polskich w Piotrogrodzie. Instytucje te prowadziły wówczas intensywną działalność agitacyjną wobec żołnierzy I Korpusu Polskiego w kierunku ich bolszewizacji. W lipcu 1918 wyznaczony na stanowisko szefa sztabu Zachodniej Dywizji Strzelców Armii Czerwonej, a we wrześniu 1918 objął dowództwo I Brygady Zachodniej Dywizji Strzelców. W styczniu 1919 r. został aresztowany przez władze bolszewickiej 9 Armii pod zarzutem prowadzenia wśród żołnierzy polskiego pochodzenia propagandy mającej na celu opuszczenia przez nich swoich oddziałów i przeniesienia się do polskich oddziałów rewolucyjnych mających wkroczyć do Polski. Został zwolniony po interwencji polskich działaczy rewolucyjnych z władz bolszewickich.
W lutym 1919 został dowódcą Zachodniej Dywizji Strzelców, która w czerwcu tego roku została przemianowana na 52 Dywizję Strzelców. Od 24 września 1919 do 3 sierpnia 1920 dowodził 2 Dywizją Strzelecką walczącą z Wojskiem Polskim. Od sierpnia do października 1920 dowódca Polskiej Armii Czerwonej, formacji wojskowej Tymczasowego Komitetu Rewolucyjnego Polski.
W listopadzie został przeniesiony na stanowisko szefa oddziału w Zarządzie Rozpoznawczym Polowego Sztabu Wojskowego Komitetu Rewolucyjnego Republiki. W listopadzie 1921 r. został szefem Oddziału Rozpoznawczego Dowództwa Sił Zbrojnych Ukrainy i Krymu, które w czerwcu następnego roku zostało przeformowane w Dowództwo Ukraińskiego Okręgu Wojskowego. Następnie był zastępcą szefa sztabu oraz pełnił obowiązki szefa sztabu w Dowództwie Ukraińskiego Okręgu Wojskowego. W latach 1925–1926 sekretarz Komisji do Spraw Japonii w Biurze Politycznym Komitetu Centralnego Wszechzwiązkowej Partii Komunistycznej (bolszewików), a w latach 1926–1927 attaché wojskowym przy Poselstwie ZSRR w Chinach.
W sierpniu 1927 objął dowództwo 43 Dywizji Terytorialnej. W 1930 został inspektorem, a dwa lata później zastępcą szefa Zarządu Łączności Robotniczo-Chłopskiej Armii Czerwonej. W latach 1935–1937 był szefem Zarządu Łączności RKKA. 20 listopada 1935 awansowany na stopień komkora. 
W okresie Wielkiego terroru 21 maja 1937 został aresztowany przez NKWD. Mimo tortur nie załamał się w śledztwie i nie udało się wymóc od niego zeznań obciążających marszałka Michaiła Tuchaczewskiego, z którym blisko współpracował. 8 lutego 1938 wyrokiem Kolegium Wojskowego Sądu Najwyższego ZSRR skazany na karę śmierci z zarzutu o udział w wojskowo-faszystowskim spisku. Tego samego dnia stracony w miejscu egzekucji NKWD „Kommunarka” pod Moskwą, pochowany anonimowo.
Po XX zjeździe KPZR zrehabilitowany 15 września 1956, postanowieniem Kolegium Wojskowego SN ZSRR.

## Ordery
- Order Czerwonego Sztandaru – 1921
- Order Czerwonej Gwiazdy – 1936